# Меньшиково (Нижньогородська область)
Меньшиково (рос. Меньшиково) — присілок в Варнавинському районі Нижньогородської області Російської Федерації.
Населення становить 5 осіб. Входить до складу муніципального утворення Михаленинська сільрада.

## Історія
Від 2009 року входить до складу муніципального утворення Михаленинська сільрада.

## Населення
| 1999 | 2002 | 2010 |
| ---- | ---- | ---- |
| 22   | ↘12  | ↘5   |